# Nes Harim
Nes Harim (hebrejsky נֵס הָרִים, doslova „Korouhev hor“, v oficiálním přepisu do angličtiny Nes Harim) je vesnice typu mošav v Izraeli, v Jeruzalémském distriktu, v Oblastní radě Mate Jehuda.

## Geografie
Leží v nadmořské výšce 690 metrů na zalesněných svazích Judských hor. Severně od vesnice terén prudce spadá do údolí potoka Sorek. Okraj kaňonu Soreku lemují četné vyvýšeniny jako Šluchat Ja'ar a Har Ja'ala. Východně od vesnice směřuje k Soreku hluboké údolí, kterým teče vádí Nachal Ktalav. Jižně od obce pramení vádí Nachal Dolev.
Obec se nachází 40 kilometrů od břehu Středozemního moře, cca 45 kilometrů jihovýchodně od centra Tel Avivu, cca 17 kilometrů jihozápadně od historického jádra Jeruzalému a 6 kilometrů východně od Bejt Šemeš. Nes Harim obývají Židé, přičemž osídlení v tomto regionu je etnicky převážně židovské. Mošav je situován 5 kilometrů od Zelené linie, která odděluje Izrael v jeho mezinárodně uznávaných hranicích od území Západního břehu Jordánu. Počátkem 21. století byly přilehlé arabské (palestinské) oblastí Západního břehu od Izraele odděleny pomocí bezpečnostní bariéry. Za Zelenou linií se ale v přilehlé části Západního břehu nachází i kompaktní blok židovských osad Guš Ecion včetně velkého města Bejtar Ilit.
Nes Harim je na dopravní síť napojen pomocí lokální silnice číslo 3866. Údolím Soreku vede železniční trať Tel Aviv-Jeruzalém, která tu ale nemá stanici.

## Dějiny
Nes Harim byl založen v roce 1950. Novověké židovské osidlování tohoto regionu začalo po válce za nezávislost tedy po roce 1948, kdy Jeruzalémský koridor ovládla izraelská armáda a kdy došlo k vysídlení většiny zdejší arabské populace. Do roku 1948 stála nedaleko jižního okraje nynějšího mošavu arabská vesnice Bajt Ita'b. Ta navazovala na starší tradici osídlení. Římané ji nazývali Enadab, křižáci Bethahatap. Zbytky křižácké pevnosti se tu dochovaly dodnes. V 19. století vesnici Bajt Ita'b dominoval kmen Lahham, který v té době ovládal až 24 vesnic v tomto regionu. Roku 1931 žilo v Bajt Ita'b 606 lidí v 187 domech. Izraelci byl Bajt Ita'b dobyt v říjnu 1948. Zástavba pak byla z větší části zbořena. Podobný osud měla další arabská vesnice Dajr al-Šajch. Ta se rozkládala na návrší severovýchodně od dnešní židovské vesnice. Stály v ní dvě mešity a muslimská svatyně al-Šajch Sultan Badr. Roku 1931 žilo v Dajr al-Šajch 155 lidí v 26 domech. Po dobytí Izraelci byla zástavba z větší části zbořena, s výjimkou svatyně, která je zachována a využívána jako turistická pamětihodnost. Okolo zaniklé arabské vesnice Bajt Ita'b se rozkládá Národní park Bejt Ita'b.
Mošav byl zřízen v říjnu 1950 v rámci masivní vlny budování zemědělských vesnic v Judských horách. Jeho zakladateli byla skupina Židů z Kurdistánu. Vesnice v současnosti prochází stavební expanzí.
Jméno vesnice je odvozeno od biblického citátu, Kniha Izajáš 18,3 - „Všichni obyvatelé světa, vy, kdo přebýváte na zemi, až se vyzdvihne na horách korouhev, uvidíte, až se zatroubí na polnici, uslyšíte“

## Demografie
Podle údajů z roku 2014 tvořili naprostou většinu obyvatel v Nes Harim Židé (včetně statistické kategorie "ostatní", která zahrnuje nearabské obyvatele židovského původu ale bez formální příslušnosti k židovskému náboženství).
Jde o menší obec vesnického typu s dlouhodobě silně rostoucí populací. K 31. prosinci 2014 zde žilo 1189 lidí. Během roku 2014 populace stoupla o 9,3 %.
| Rok            | 1961 | 1972 | 1983 | 1995 | 2001 | 2003 | 2004 | 2005 | 2006 | 2007 | 2008 | 2009 | 2010 | 2011 | 2012 | 2013 | 2014 |
| -------------- | ---- | ---- | ---- | ---- | ---- | ---- | ---- | ---- | ---- | ---- | ---- | ---- | ---- | ---- | ---- | ---- | ---- |
| Počet obyvatel | 285  | 404  | 403  | 412  | 492  | 522  | 554  | 562  | 588  | 609  | 627  | 725  | 752  | 826  | 970  | 1088 | 1189 |